# Podhradí (okres Cheb)
Podhradí (Duits: Neuberg) is een gemeente in de Tsjechische regio Karlsbad. De gemeente ligt op 562 meter hoogte, drie kilometer ten noorden van de stad Aš. Het ligt in het kleine Elstergebergte, wat onderdeel is van het Boheems Vogtland.
Podhradí heeft geen eigen spoorwegstation, maar in het dorp Kamenná (gemeente Krásná) ligt het station Podhradí, aan de spoorlijn Aš - Hranice.

## Geschiedenis
Het dorp Podhradí werd in de 12e eeuw gesticht bij het gelijknamige kasteel. De eerste schriftelijke vermelding stamt uit het jaar 1288. Op dat moment waren de Graven von Neipperg eigenaar van het gebied. Vanaf 1394 werd het dorp eigendom van de familie Zedtwitz. In de Dertigjarige Oorlog werd het kasteel verwoest.
De aansluiting op het spoorweggennet kreeg het dorp in 1885. Podhradí kwam te liggen aan de spoorlijn van Aš naar Adorf (Duitsland). Tegenwoordig loopt de spoorlijn niet verder dan Hranice.
Het dorp, waar nu ongeveer 175 mensen wonen, was ooit veel groter. In 1930 had Podhradí ongeveer 1500 inwoners. Na de Tweede Wereldoorlog werden alle Duitse inwoners echter verdreven, waardoor het inwoneraantal sterk terugliep.

Aš · 
Cheb · 
Dolní Žandov · 
Drmoul · 
Františkovy Lázně · 
Hazlov · 
Hranice · 
Krásná · 
Křižovatka · 
Lázně Kynžvart · 
Libá · 
Lipová · 
Luby · 
Mariënbad (Mariánské Lázně) · 
Milhostov · 
Milíkov · 
Mnichov · 
Nebanice · 
Nový Kostel · 
Odrava · 
Okrouhlá · 
Ovesné Kladruby · 
Plesná · 
Podhradí · 
Pomezí nad Ohří · 
Poustka · 
Prameny · 
Skalná · 
Stará Voda · 
Teplá · 
Trstěnice · 
Třebeň · 
Tři Sekery · 
Tuřany · 
Valy · 
Velká Hleďsebe · 
Velký Luh · 
Vlkovice · 
Vojtanov · 
Zádub-Závišín